# Iglesia de los Santos Justo y Pastor (Toledo)
La iglesia de los Santos Justo y Pastor, popularmente conocida como de San Justo, se encuentra en la ciudad española de Toledo y fue fundada tras la toma de la ciudad por el rey Alfonso VI de León y Castilla, sufriendo distintas transformaciones entre los siglos XIV y XVIII. Se trata de un templo religioso bajo la advocación de los santos niños Justo y Pastor.

## Descripción
Durante todo el siglo XIV fue sometida a importantes obras de reconstrucción; de estas obras se conserva la llamada capilla del Corpus Christi, adyacente a la capilla Mayor, construida por una estancia rectangular, con cubierta de madera y rica decoración en azulejería. Los restos del ábside mudéjar, en ladrillo y con decoración de arquerías ciegas, son considerados también del siglo XIV, aunque bien pudieran corresponder a una obra anterior, según se deduce de la configuración de su aparejo exterior.
En los siglos XV y XVI le fueron añadidas a esta iglesia tres capillas con bóvedas de crucería, que se abren a la nave de la epístola. Una de ellas, la dedicada a la Virgen de la Esperanza, presenta una notable reja plateresca. Ya en el siglo XVII el templo va a ser objeto de una intervención arquitectónica más profunda, alterándose su nave central hasta perder su anterior carácter mudéjar. Según trazas y condiciones de Juan Bautista Monegro, en 1612 se sustituyeron los pilares ochavados de ladrillo, que delimitaban la nave central de la anterior iglesia, por cuatro columnas toscanas exentas y, como apoyo del coro en alto a los pies, dos pilares, cada uno con un par de idénticas medias columnas adosadas; todo ello realizado en piedra berroqueña de las canteras de Las Ventas con Peña Aguilera.

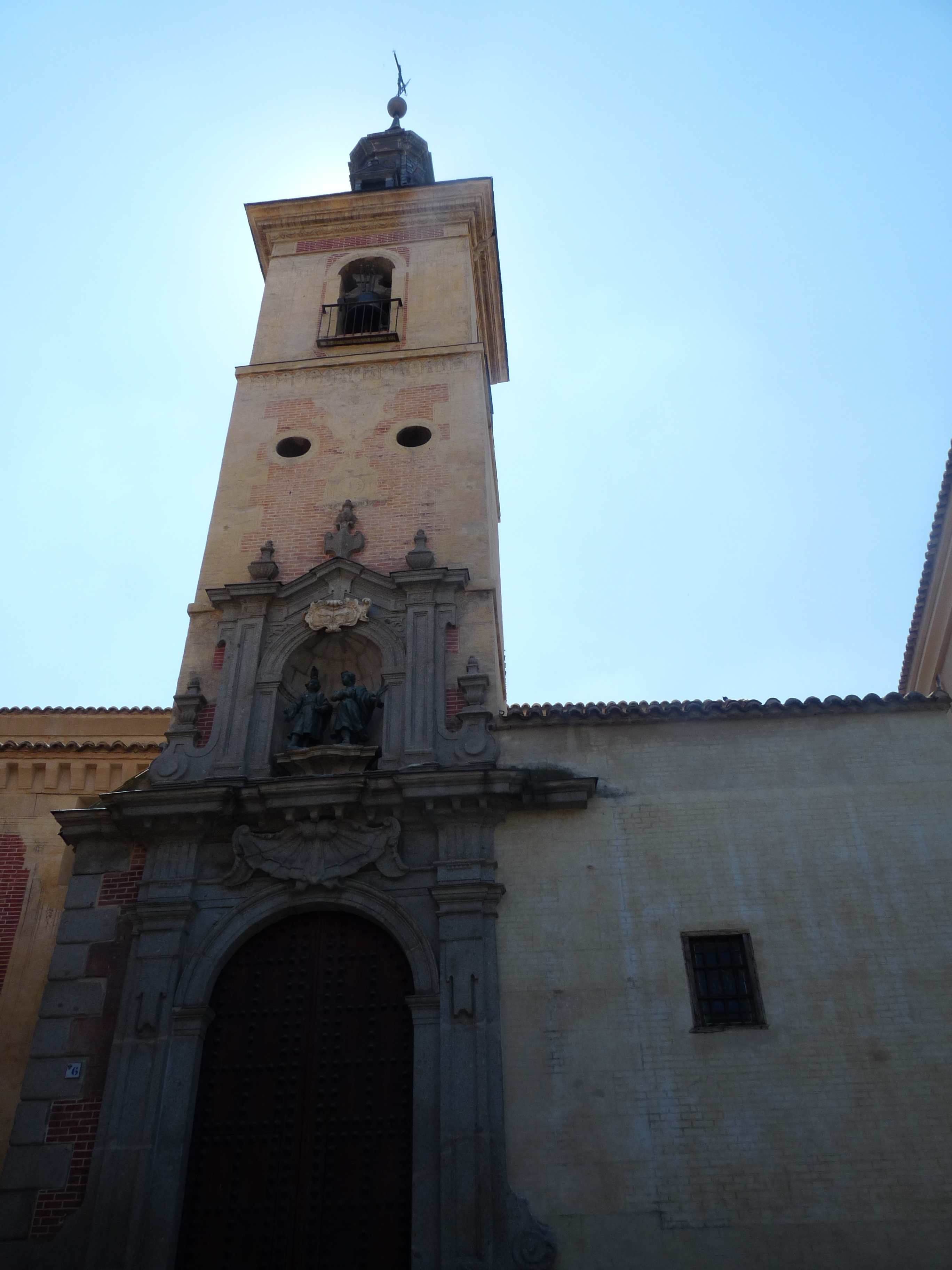
Puerta y torre de la iglesia

Durante el siglo XVIII se completó la transformación del templo, fundamentalmente mediante el enlucido, con decoración pictórica de los alzados interiores, la ejecución de los cielos rasos de las naves laterales y las obras que afectaron al exterior. El acceso, único desde el exterior, queda planteado como torre-portada, algo inusual en la arquitectura toledana; la portada queda así dispuesta en la parte inferior de la torre del templo, sobresaliente respecto de la planta general del mismo. La portada, tipo retablo, está planteada en un cuerpo, que comporta el acceso efectivo entre pilastras cajeadas y bajo un arco de medio punto, así como un ático con hornacina, dispuesto para albergar las esculturas de los santos titulares. Los alzados exteriores, salvo el ábside mudéjar, presentan un enlucido rojizo, bajo el cual se deja ver, en algunas partes, otro enlucido de imitación de ladrillo.

## La capilla del Corpus Christi
Adosada al ábside de la iglesia, se encuentra la capilla del Corpus Christi. Es un conjunto decorativo mudéjar destacado en la ciudad de Toledo. Conserva un artesonado de madera policromada, con un friso en el que se alternan representaciones de un jinete cristiano y otro musulmán. También cuenta con un importante conjunto de yeserías realizadas utilizando la técnica tradicional en la que se tallaba el yeso sobre una preparación de barro húmedo. En 2010 la capilla fue objeto de un trabajo de recuperación y conservación casi integral.[cita requerida]